# Kazakhstan Open
Het Kazakhstan Open is een golftoernooi van de Europese Challenge Tour. Het wordt gespeeld in Almaty, de grootste stad van Kazachstan.
Het toernooi startte in 2005 met € 250.000 aan prijzengeld. In 2010 is dat gestegen tot € 400.000, waarmee dit het een na grootste toernooi op de kalender werd.
Mark Pilkington behaalde door zijn winst in 2006 zijn eerste overwinning als professional. Na twee dagen stond hij al aan de leiding, en slaagde erin daar te blijven. Hij won € 48.000.
Voor Gary Lockerbie, de winnaar uit 2008, begon het jaar 2008 goed. Op het China Open werd hij tweede en een week later behaalde hij hier zijn eerste overwinning als professional. Het gaf hem meteen weer een spelerskaart voor de Europese PGA Tour.
Voor Edoardo Molinari was de winst in 2009 het niet zijn eerste overwinning, maar wel de overwinning met het meeste prijzengeld. Hij won mede door deze overwinning de Order of Merit, en speelt sinds 2010 op de Europese Tour.

## Winnaars

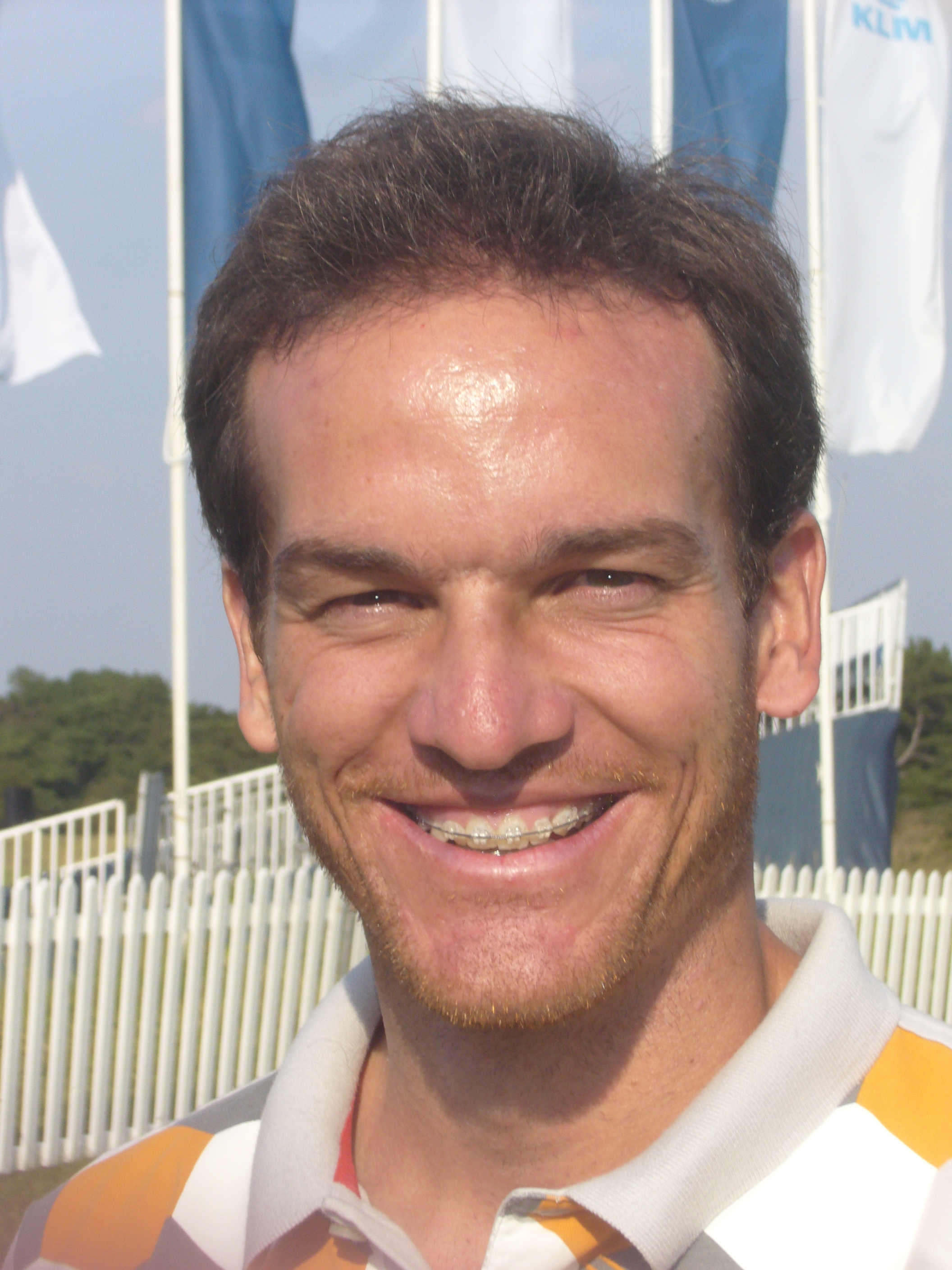
Alvaro Velasco

| Jaar | Baan                         | Winnaar          | Score | Score | Prijzengeld | 1ste prijs |
| ---- | ---------------------------- | ---------------- | ----- | ----- | ----------- | ---------- |
| 2005 | Nurtau Golf Club, Almaty     | Stephen Browne   | 273   | -15   | € 250.000   | € 40.000   |
| 2006 | Nurtau Golf Club             | Mark Pilkington  | 272   | -16   | € 302.610   | € 48.000   |
| 2007 | Nurtau Golf Club             | Leif Westerberg  | 279   | -9    | € 330.990   | € 52.800   |
| 2008 | Nurtau Golf Club             | Gary Lockerbie   | 273   | -15   | € 438.127   | € 68.800   |
| 2009 | Zhailjau Golf Resort, Almaty | Edoardo Molinari | 268   | -20   | € 405.600   | € 64.000   |
| 2010 | Zhailjau Golf Resort         | Alvaro Velasco   | 267   | -21   | € 400.000   | € 64.000   |
| 2011 | Nurtau Golf Club             | Tommy Fleetwood  | 273   | -15   | € 406.600   | € 64.000   |
| 2012 | Zhailjau Golf Resort         | Scott Henry      | 269   | -19   | € 400.000   | € 64.000   |
| 2013 | Nurtau Golf Club, Almaty     | Johan Carlsson   | 270   | -18   | € 400.000   | € 64.000   |
| 2014 | Zhailjau Golf Resort         | Sam Hutsby       | 269   | -19   | € 450.000   | € 72.000   |